# Чемпіонат УРСР з легкої атлетики в приміщенні 1987
Чемпіонат УРСР з легкої атлетики в приміщенні 1987 серед дорослих був проведений 24-25 січня в легкоатлетичному манежі київської ШВСМ.
Чемпіонські звання у дисциплінах багатоборства були розіграні на окремому чемпіонаті в Запоріжжі.

## Призери

### Чоловіки
| Дисципліни                | Золото                                  | Золото  | Срібло                                     | Срібло | Бронза                                | Бронза |
| ------------------------- | --------------------------------------- | ------- | ------------------------------------------ | ------ | ------------------------------------- | ------ |
| 60 метрів                 | Олександр Михалочко Київ                | 6,4h    | Олександр Пуговкін Ворошиловградська обл.  | 6,5    | Олександр Лисенко Сумська обл.        | 6,6    |
| 200 метрів                | Дмитро Ваняікін Одеська обл.            | 21,5h   | В'ячеслав Стукалов Київська обл.           | 21,5   | Олександр Лисенко Сумська обл.        | 22,3   |
| 400 метрів                | Анатолій Коломієць Закарпатська обл.    | 48,0h   | Олег Азаров Київська обл.                  | 48,5   | Сергій Григор'єв Одеська обл.         | 48,8   |
| 800 метрів                | Анатолій Легеда Чернігівська обл.       | 1.50,9h | Микола Добровольський Житомирська обл.     | 1.51,4 | Володимир Самоленко Запорізька обл.   | 1.51,4 |
| 1500 метрів               | Анатолій Легеда Чернігівська обл.       | 3.48,0h | Микола Матюшенко Київська обл.             | 3.48,4 | Володимир Самоленко Запорізька обл.   | 3.49,0 |
| 3000 метрів               | Микола Матюшенко Київська обл.          | 8.12,8h | Анатолій Крохмалюк Винницька обл.          | 8.14,8 | Олег Сироєжко Винницька обл.          | 8.20,4 |
| 60 метрів з бар'єрами     | Віктор Батраченко Дніпропетровська обл. | 7,5h    | Сергій Красовський Київ                    | 7,6    | Володимир Заїка Київ                  | 7,7    |
| 2000 метрів з перешкодами | Валерій Вандяк Київ                     | 5.32,5h | Валерій Качан Чернігівська обл.            | 5.34,2 | Олег Мелешенко Харківська обл.        | 5.35,2 |
| Стрибки у висоту          | Сергій Серебрянський Донецька обл.      | 2,29    | Геннадій Васкевич Львівська обл.           | 2,25   | Юрій Сергієнко Ворошиловградська обл. | 2,25   |
| Стрибки з жердиною        | Віктор Спасов Київ                      | 5,65    | Аркадій Шквира Донецька обл.               | 5,30   | Петро Осіновський Київська обл.       | 5,30   |
| Стрибки у довжину         | Ігор Довойно Дніпропетровська обл.      | 7,80    | Вадим Кобилянський Харківська обл.         | 7,74   | Олег Семираз Тернопільська обл.       | 7,72   |
| Потрійний стрибок         | Микола Мусієнко Дніпропетровська обл.   | 17,39   | Володимир Іноземцев Ворошиловградська обл. | 17,29  | Олександр Яковлєв Кримська обл.       | 16,60  |
| Штовхання ядра            | Микола Бородкін Хмельницька обл.        | 20,19   | Михайло Куліш Київська обл.                | 19,30  | Віктор Степанський Рівненська обл.    | 19,07  |

### Жінки
| Дисципліни            | Золото                                   | Золото    | Срібло                                   | Срібло | Бронза                          | Бронза |
| --------------------- | ---------------------------------------- | --------- | ---------------------------------------- | ------ | ------------------------------- | ------ |
| 60 метрів             | Наталія Герман Харківська обл.           | 7,2h      | Антоніна Слюсар Дніпропетровська обл.    | 7,3    | Ірина Кот Київ                  | 7,4    |
| 200 метрів            | Наталія Герман Харківська обл.           | 23,5h NIB | Олена Насонкіна Харківська обл.          | 24,0   | Наталія Горлинська Київ         | 24,6   |
| 400 метрів            | Людмила Джигалова Харківська обл.        | 52,6h NIB | Аеліта Юрченко Одеська обл.              | 53,4   |                                 |        |
| 800 метрів            | Тетяна Самоленко Запорізька обл.         | 2.03,3h   | Інна Євсєєва Житомирська обл.            | 2.04,7 | Олена Завадська Донецька обл.   | 2.04,7 |
| 1500 метрів           | Тетяна Самоленко Київ                    | 4.16,0h   | Любов Смолка Київ                        | 4.17,1 | Олена Завадська Донецька обл.   | 4.21,0 |
| 3000 метрів           | Любов Смолка Київ                        | 9.10,8h   | Наталія Лагункова Чернігівська обл.      | 9.14,2 | Людмила Ніколаєва Донецька обл. | 9.40,6 |
| 60 метрів з бар'єрами | Наталія Бордюгова Київ                   | 8,0h      | Тетяна Степанова Харківська обл.         | 8,2    | Світлана Геревич Донецька обл.  | 8,3    |
| Стрибки у висоту      | Марина Дегтяр Одеська обл.               | 1,90      | Світлана Бородай Ворошиловградська обл.  | 1,90   | Ольга Панчук Харківська обл.    | 1,83   |
| Стрибки у довжину     | Лариса Бережна Київська обл.             | 6,73      | Інеса Шуляк Дніпропетровська обл.        | 6,39   | Олена Тимченко Донецька обл.    | 6,07   |
| Штовхання ядра        | Людмила Воєвудська Дніпропетровська обл. | 19,00     | Тетяна Селезньова Ворошиловградська обл. | 17,50  | Ірина Жук Київ                  | 17,32  |

## Чемпіонат з багатоборств
Чемпіонат УРСР з легкоатлетичних багатоборств у приміщенні 1987 був проведений 23-25 січня в Запоріжжі в манежі СК «Металург».